# 莱斯沃斯岛

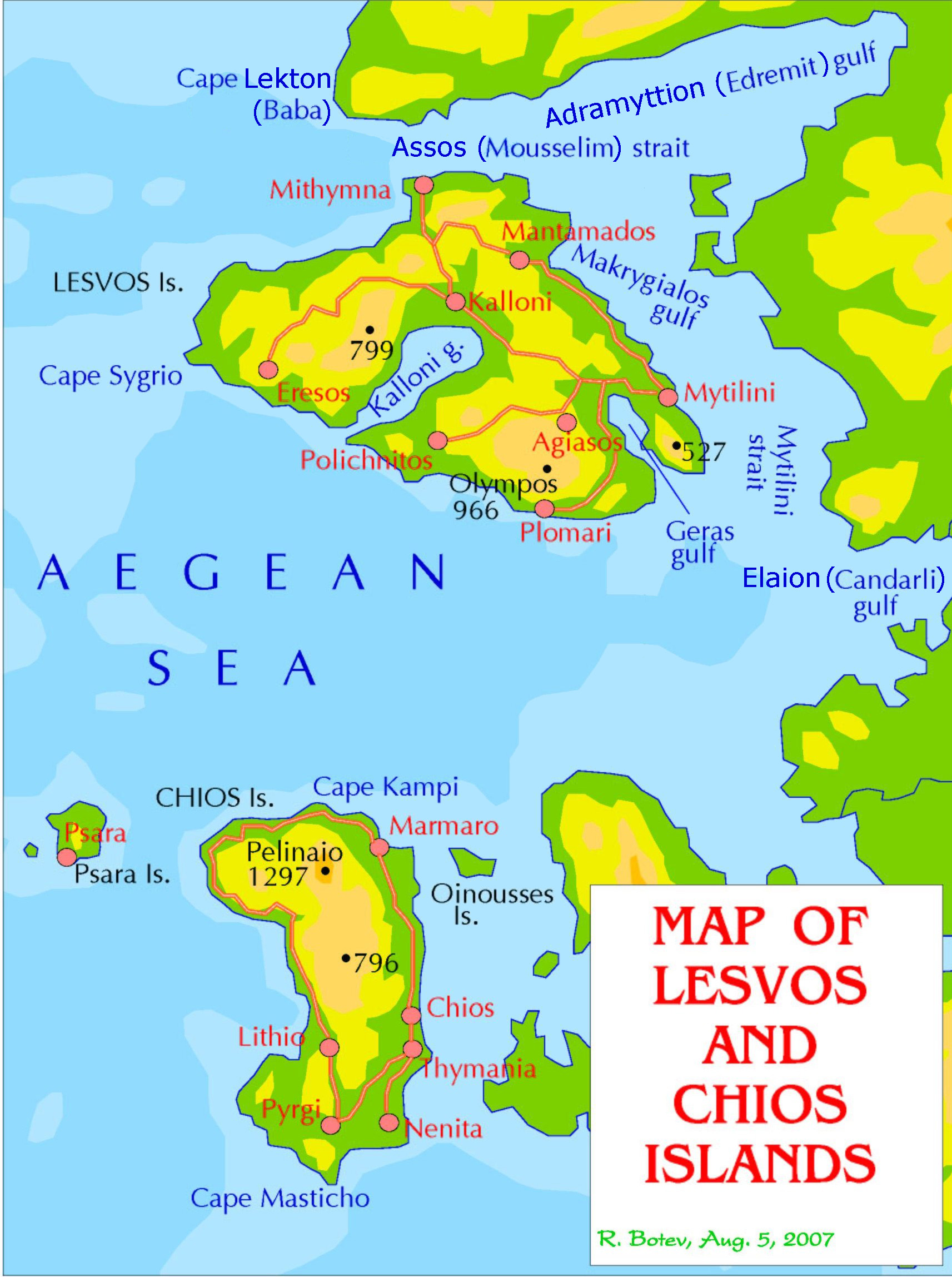
莱斯沃斯岛與希俄斯島地圖

莱斯沃斯岛（羅馬化：Lésbos），或譯萊斯博斯島，位於爱琴海东北部，为希腊第三大岛嶼、地中海第八大岛，行政上隶属于希腊北爱琴大区莱斯沃斯专区。全岛面积1630平方公里。全岛人口90643人（2001年统计），三分之一聚居于首府米蒂利尼。這座島嶼離土耳其沿岸僅約12公里，以米蒂利尼海峽分隔，與希臘本土相距約150公里。
中世紀時該島曾經由拜占廷帝國所統治。公元803年，伊琳娜女皇就曾被流放至此，並死於島上。1355年，莱斯沃斯岛轉由熱那亞人統治。1462年奧斯曼土耳其擊敗熱那亞人，征服了該島並持續統治至1912年，希臘軍隊在第一次巴爾幹戰爭中奪得該島為止。
莱斯沃斯岛有著溫和的地中海氣候，年平均溫度為18 °C（64 °F），年平均降雨量則為750毫米。島上經常陽光普照，很少有低溫和下雪的天氣。
该岛因古希腊著名女诗人萨福而闻名于世。由于萨福传说中是同性恋，故此，西方語言中「女同性戀者」一詞即由此岛名转化而来。

## 行政
莱斯沃斯岛在行政上组成为北愛琴大區的一个专区，即莱斯沃斯专区。自2019年起专区划分为两个市镇：米蒂利尼和西莱斯沃斯。在2011至2019年间，岛上只有一个市镇：莱斯沃斯市镇，由岛上原13个市镇于2011年合并而成。在2011年的同期改革中，原萊斯沃斯州分成两个专区：莱斯沃斯专区和利姆诺斯专区。

## 出生名人
- 薩福
- 泰奧弗拉斯托斯
- 奧魯奇·雷斯
- 巴巴羅薩·海雷丁帕夏
- 傑馬勒·帕夏
- 奧德修斯·埃里蒂斯

## 當地景觀

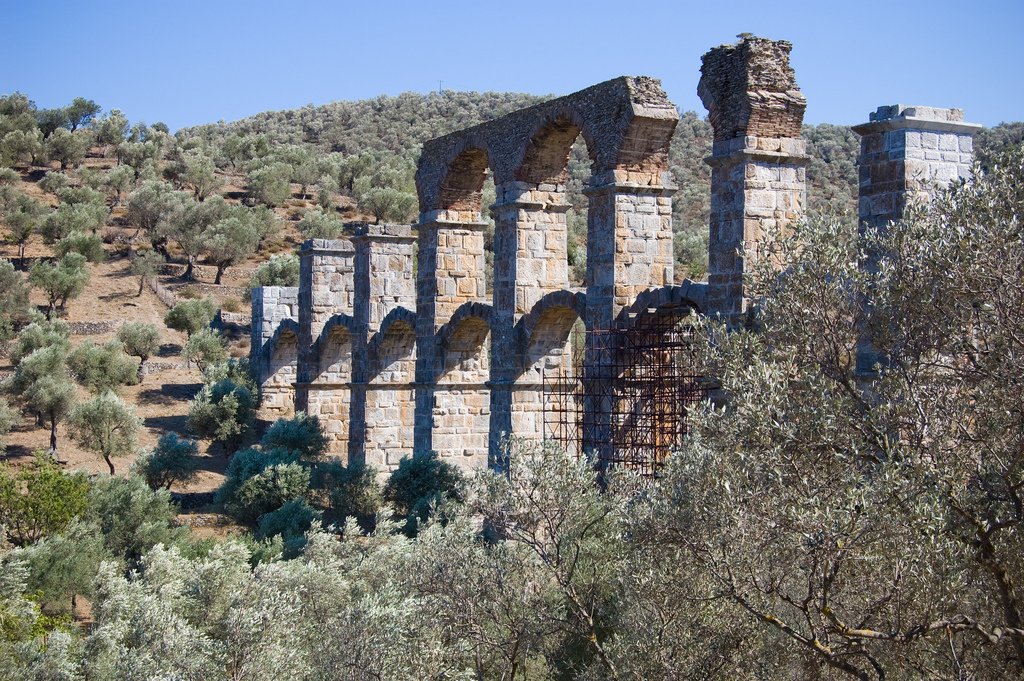
位於米蒂利尼的古羅馬遗迹
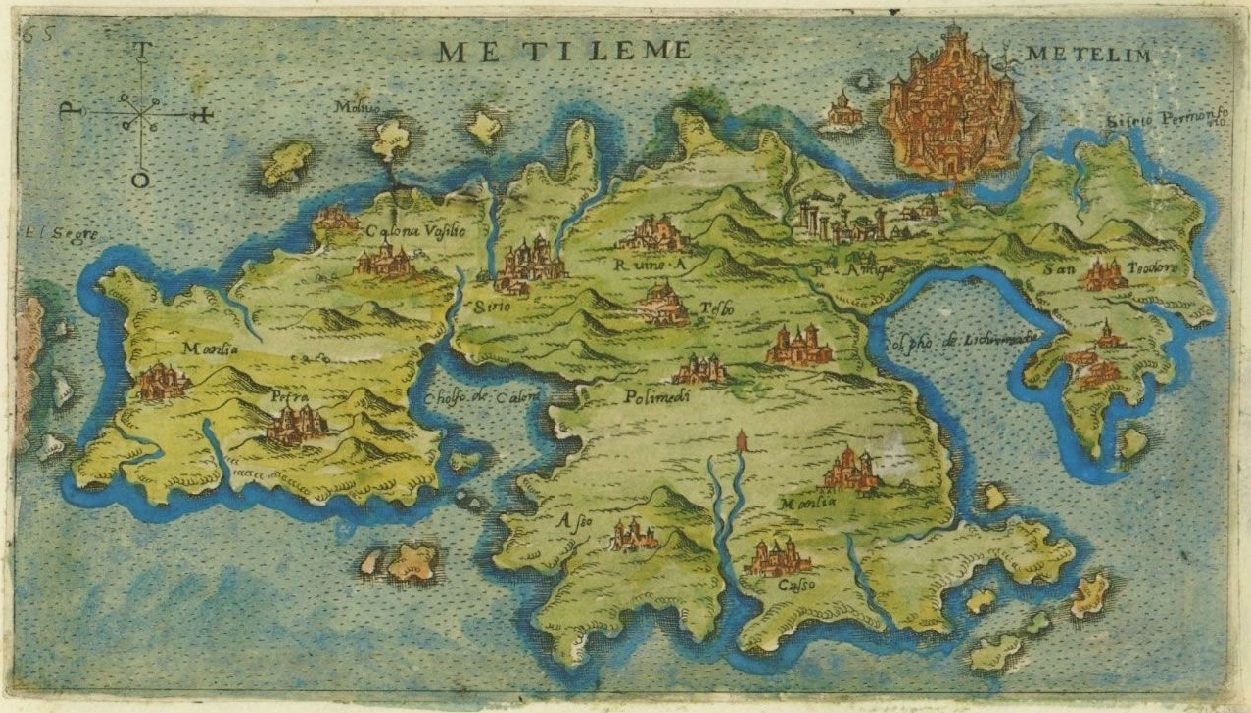
1597年的一幅描繪莱斯沃斯岛的地圖
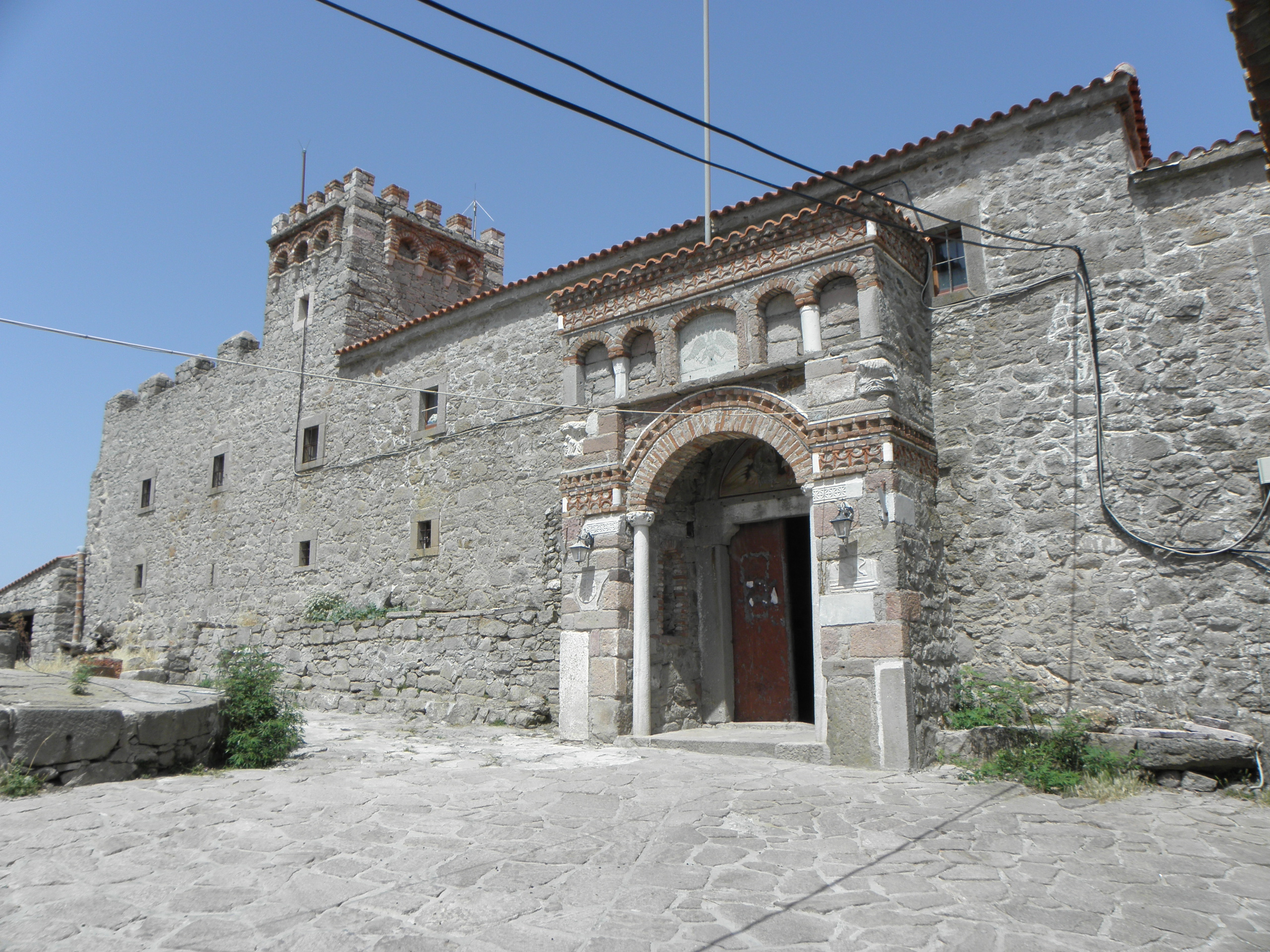
島上的一所修道院
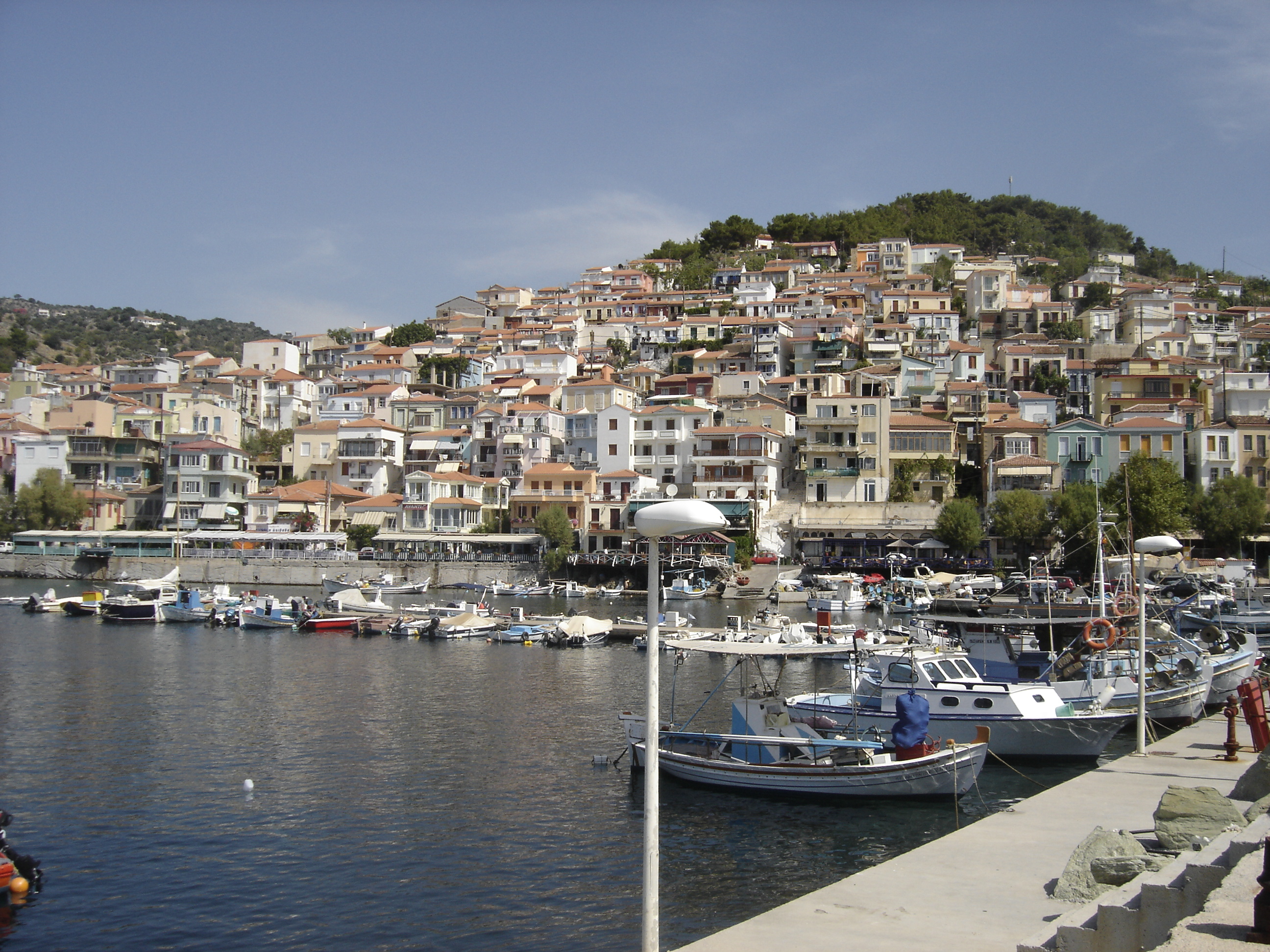
島上的民居
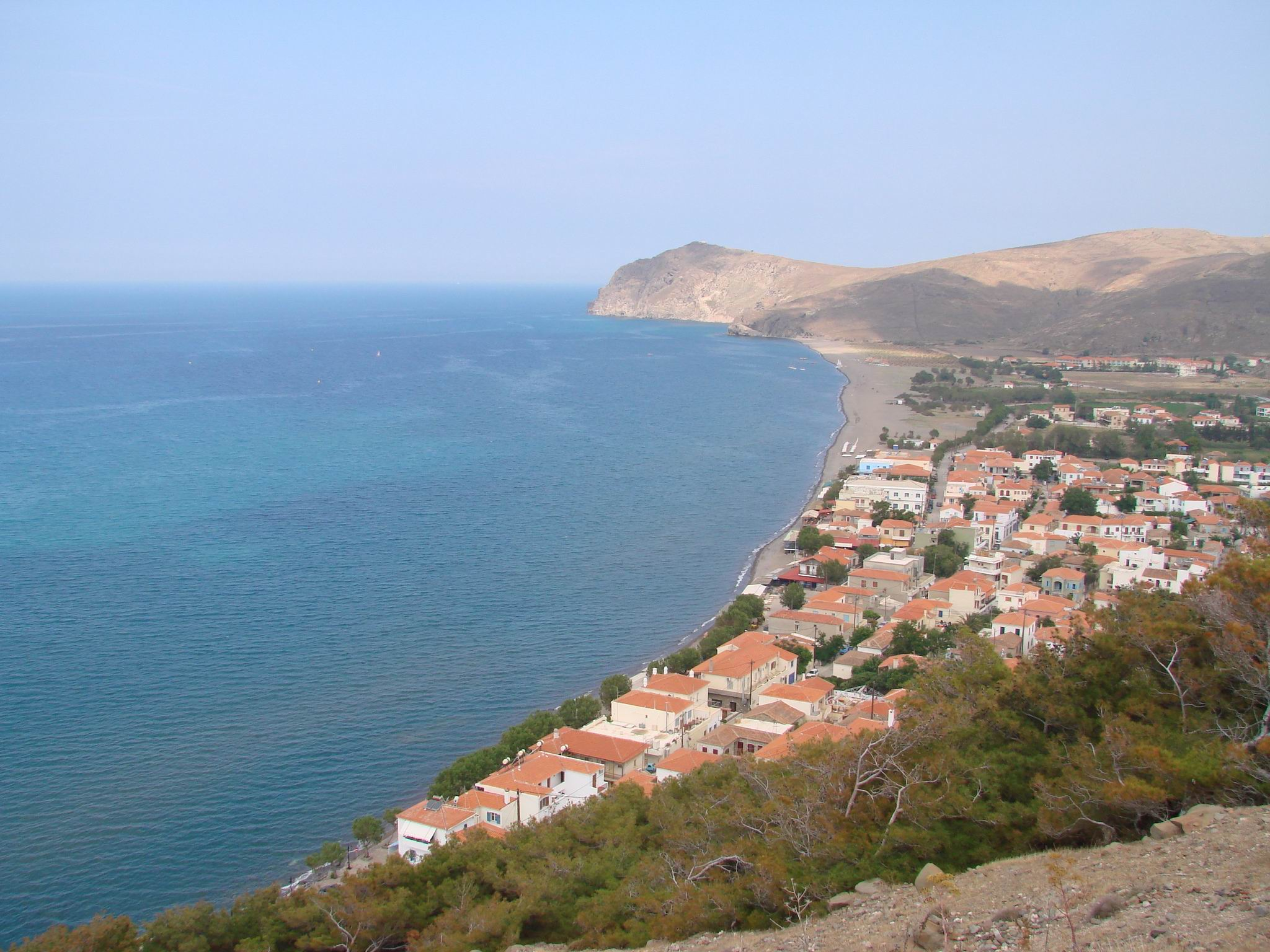
海灣一隅
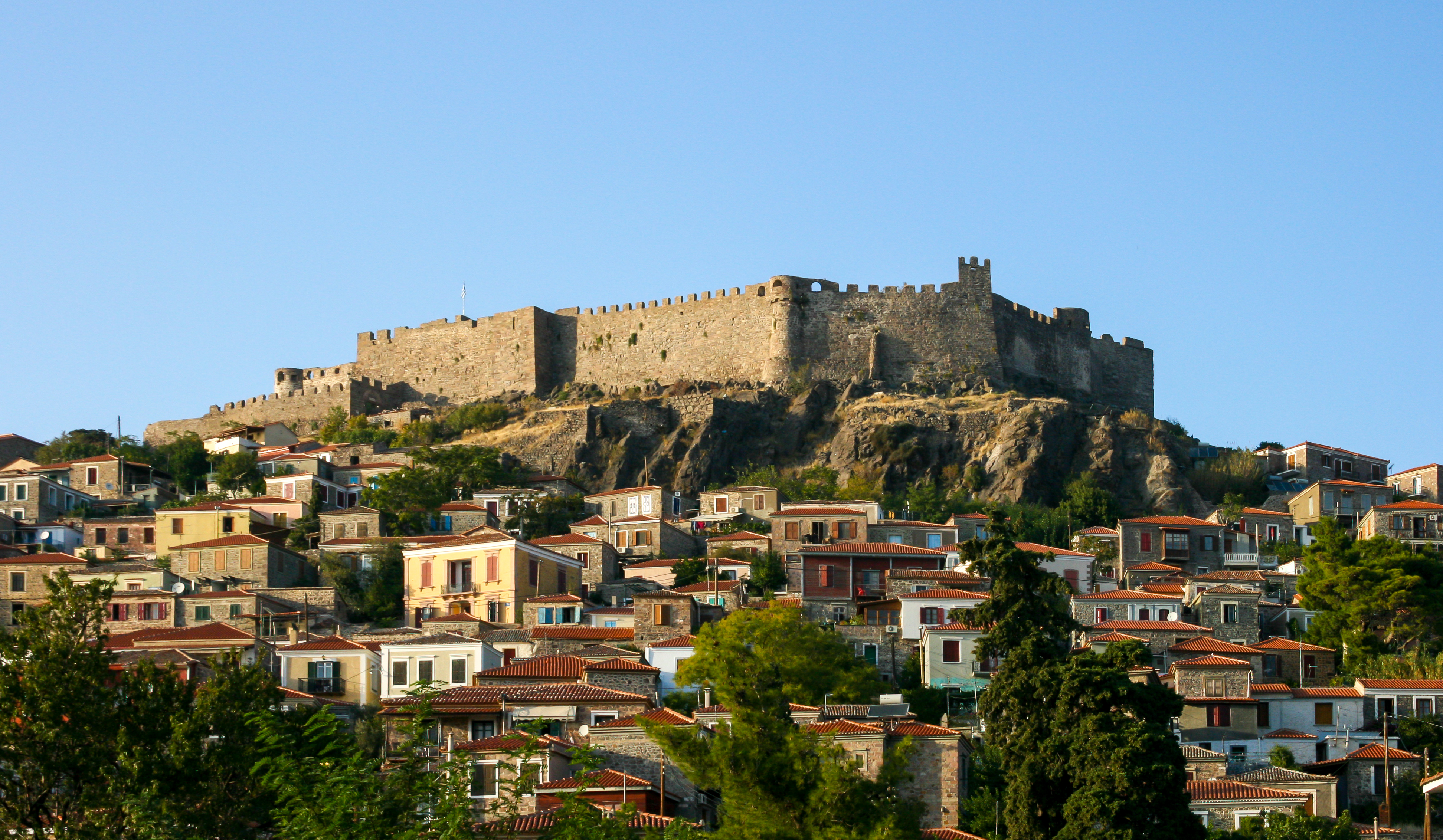
山上的碉堡
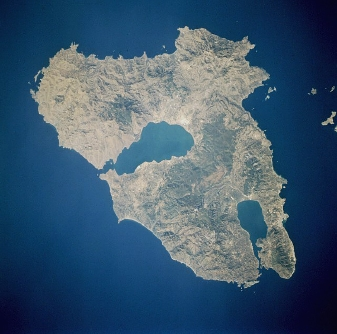
1995年的莱斯沃斯岛衛星圖